# Jean du Blocq
Jean du Blocq (Bergen, Henegouwen, 25 maart 1583 – aldaar, 23 januari 1656) was een Zuid-Nederlandse architect en broeder bij de jezuïeten. Voor zijn orde ontwierp hij verschillende barokke kerken in de Spaanse Nederlanden.

## Biografie
Na zijn intrede als novice bij de Sociëteit van Jezus in 1606 te Doornik gebruikte hij zijn talenten als architect in dienst van deze orde. Hij ontwierp in 1607 het jezuïetencollege van Bergen in Henegouwen. In 1608 kwam dit college gereed. Tussen 1610 en 1612 werd door du Blocq het jezuïtencollege ontworpen en gebouwd voor Sint-Winoksbergen.
Toen de jezuïetenprovincie in de Spaanse Nederlanden in 1612 werd gesplitst in een Vlaams en Waals deel kreeg Du Blocq een aanstelling in de stad Luxemburg. Hij zag toe op de bouw van de jezuïetenkerk aldaar. Het is mogelijk dat hij de gewijzigde plannen overnam van frater-architect  Huyssens uit Brugge. De bouw van de kerk, later de kathedraal van het aartsbisdom Luxemburg, begon in 1613 en eindigde in 1621.
In 1621 keerde du Blocq terug naar Doornik, waar hij de bouw van het seminarie begeleidde. Aansluitend ontwierp hij de kerk van het jezuïetencollege van Anchin, dat werd gebouwd tussen 1622 en 1630. Hij was ook architect van de jezuïetenkerk van Maubeuge gebouwd tussen 1620 en 1624 en van de tweede kerk van het jezuïetencollege van Sint-Omaars gebouwd tussen 1615 en 1636. Ook ontwierp hij de Sint-Martinuskerk in Le Cateau-Cambrésis.
Aan het eind van zijn leven trok hij zich terug in het door hem ontworpen jezuïetencollege te Bergen. Hier stierf hij op 23 januari 1656. 